# Boeing X-43

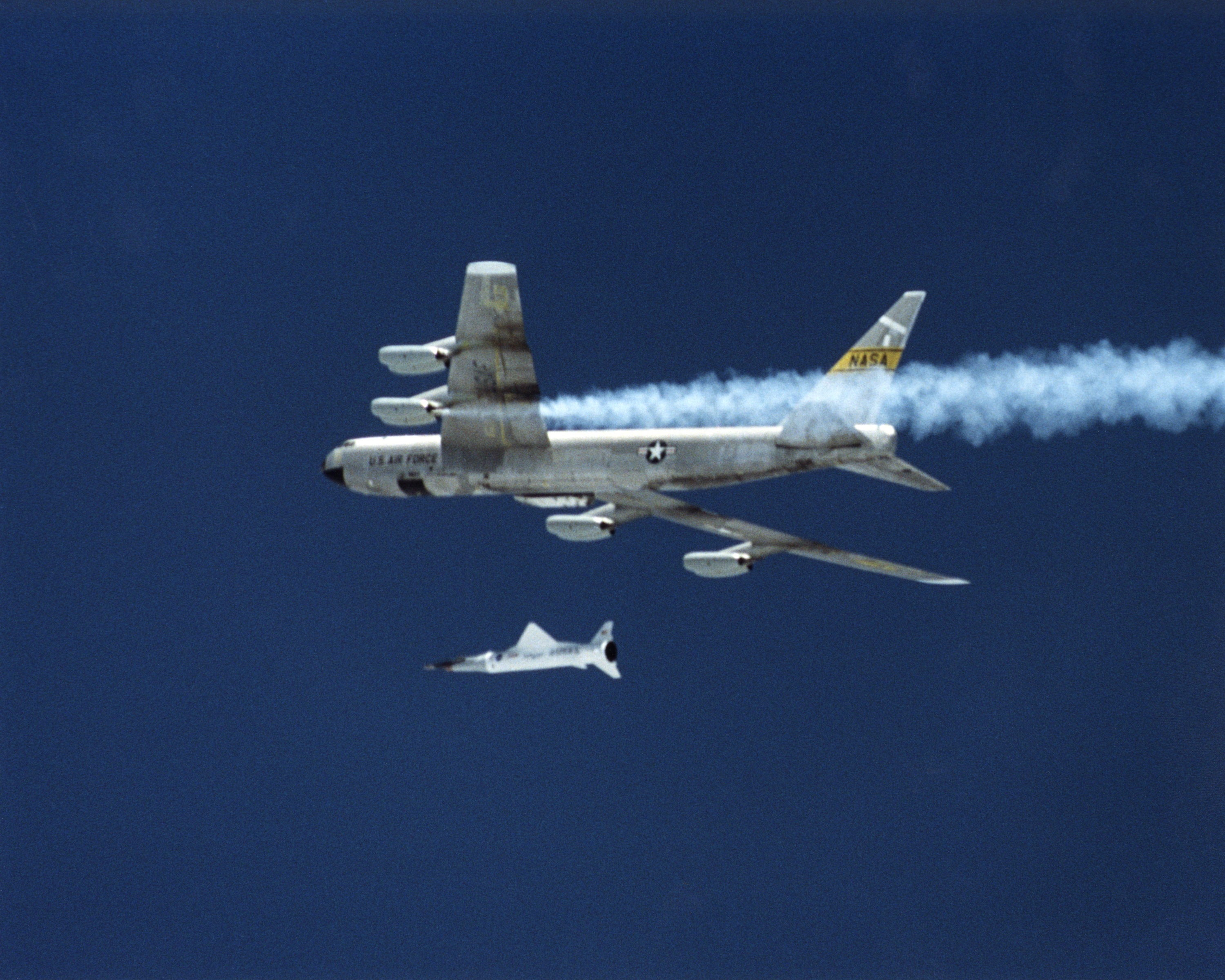
X-43 скинутий з-під крила літака Б-52

Boeing X-43 — безпілотний експериментний гіперзвуковий літальний апарат, створений за програмою NASA «Hyper-X» — розробка літака з прямоточним реактивним двигуном. Для розгону (виведення на необхідну швидкість і висоту) використовувався розгінний блок ракети Пегас.

## Загальна характеристика
X-43 було розроблено у рамках програми Hyper-X наприкінці 1990-х років. У рамках програми «краще, швидше, дешевше», розробленої космічним агентством NASA, Hyper-X використовувала технологію National Aerospace Plane. Мета проєкту Hyper-X полягала в тому, щоб перевірити у польоті ключові силові установки та пов’язані з ними технології для гіперзвукових літаків. Перші дві випробувальні машини X-43 були зроблені для польоту на висоті 30 000 м або більше та на швидкості 7 Махаnbsp;— близько 8 050 км/год (2,24 км/с), що було швидше, ніж будь-коли літав будь-який повітряно-реактивний літак; тоді як третій X-43 зміг розвинути швидкість вже 9,6 Маха. Розроблялися, як система одноразового використання. Всьо було побудовано три моделі.
Літак X-43A був безпілотною випробувальною машиною довжиною 3,7 м. Він відрізнявся конструкцією підйомного корпусу, при якій корпус літака забезпечував значну підйомну силу для польоту, а не спирався на крила. Літак важив приблизно — 1400 кг.
Передбачалося, що програма X-43 включатиме дві додаткові машини, X-43B мав використовуватися для демонстрації двигуна, здатного працювати у кількох режимах. Двигун X-43B повинен був працювати як звичайний турбореактивний двигун на малих висотах і перемикатися в режим ГППРД на великих висотах та швидкостях. Крім того, випробувальний літак X-43 був спроєктований таким чином, щоб його можна було повністю контролювати у високошвидкісному польоті навіть при плануванні без двигуна.

## Випробування
Перше випробування, яке відбулося 2 червня 2001 року, завершилося невдачею після того, як ракета-носій «Пегас» втратила керування лише через 13 секунд після того, як її відірвали від базового носія B-52. В результаті літак було затоплено у Тихому океані. За висновком NASA, причиною невдачі стала помилка в системі управління.
Друге випробування у 2004 році виявилося успішним і літак розігнався до 6,83 Маха (7456 км/год). Третій прототип X-43A піднявся в повітря 16 листопада 2004 року і встановив рекорд швидкості 9,64 Маха (11 200 км/год) на висоті близько 33 500 метрів.
Літаки в ході другого і третього випробувань успішно виконали програму — прямоточний реактивний двигун працював 10 секунд, потім було виконано необхідне 10-хвилинне планерне зниження. Після польотів, обидві моделі також потонули у Тихому океані.

## Завершення проєкту
Заплановані польоти X-43B мали відбутися у 2009 році після завершення випробувань X-43C, яке мало продемонструвати роботу ГППРД, що працює на твердому вуглеводні на швидкостях від 5 до 7 Маха. Але польоти було скасовано у березні 2004 року через зміну стратегічних цілей NASA після оголошення «Президентського бачення космічних досліджень» у січні того ж року. Хоча фінансування X-43C ще тривало в рамках бюджету НАСА на 2005 рік, в 2006 році було прийнято остаточне рішення закрити проєкт і продовжити напрацювання в новій моделі Boeing X-51, перший політ якої відбувся в 2010 році.

## Галерея

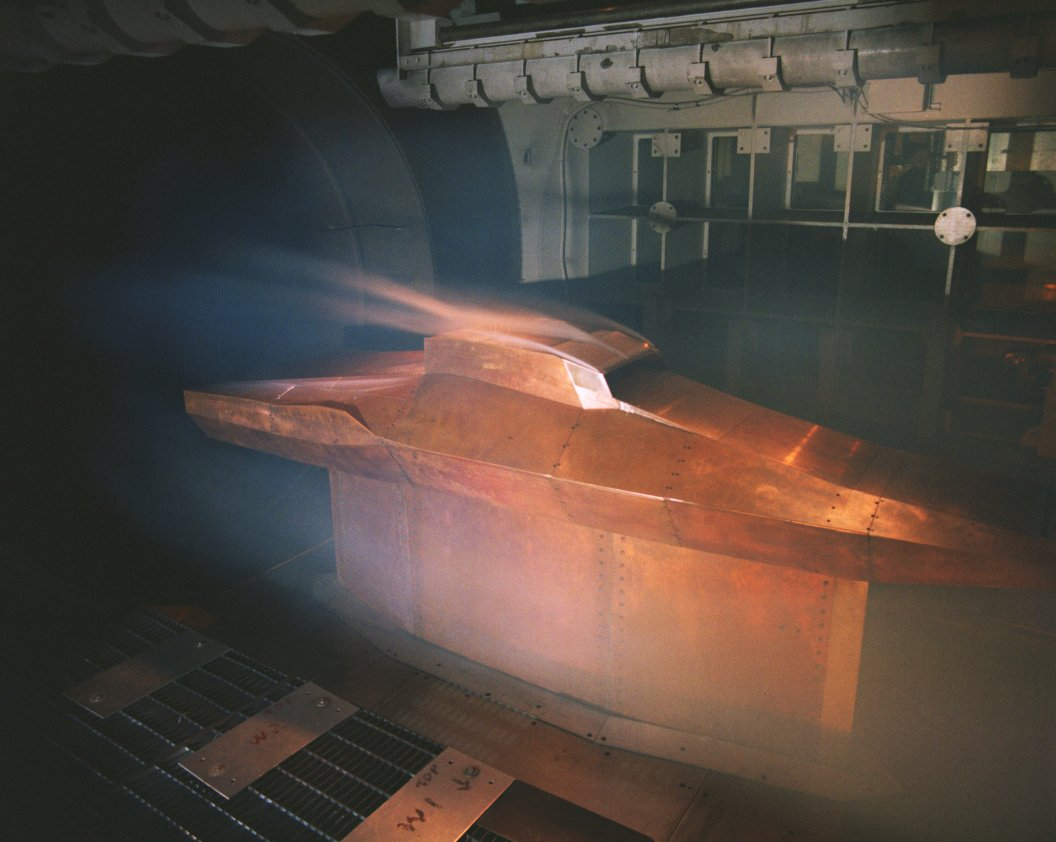
Повномірна модель X-43 в дослідному центрі Ленглі, у високотемпературній аеродинамічній трубі
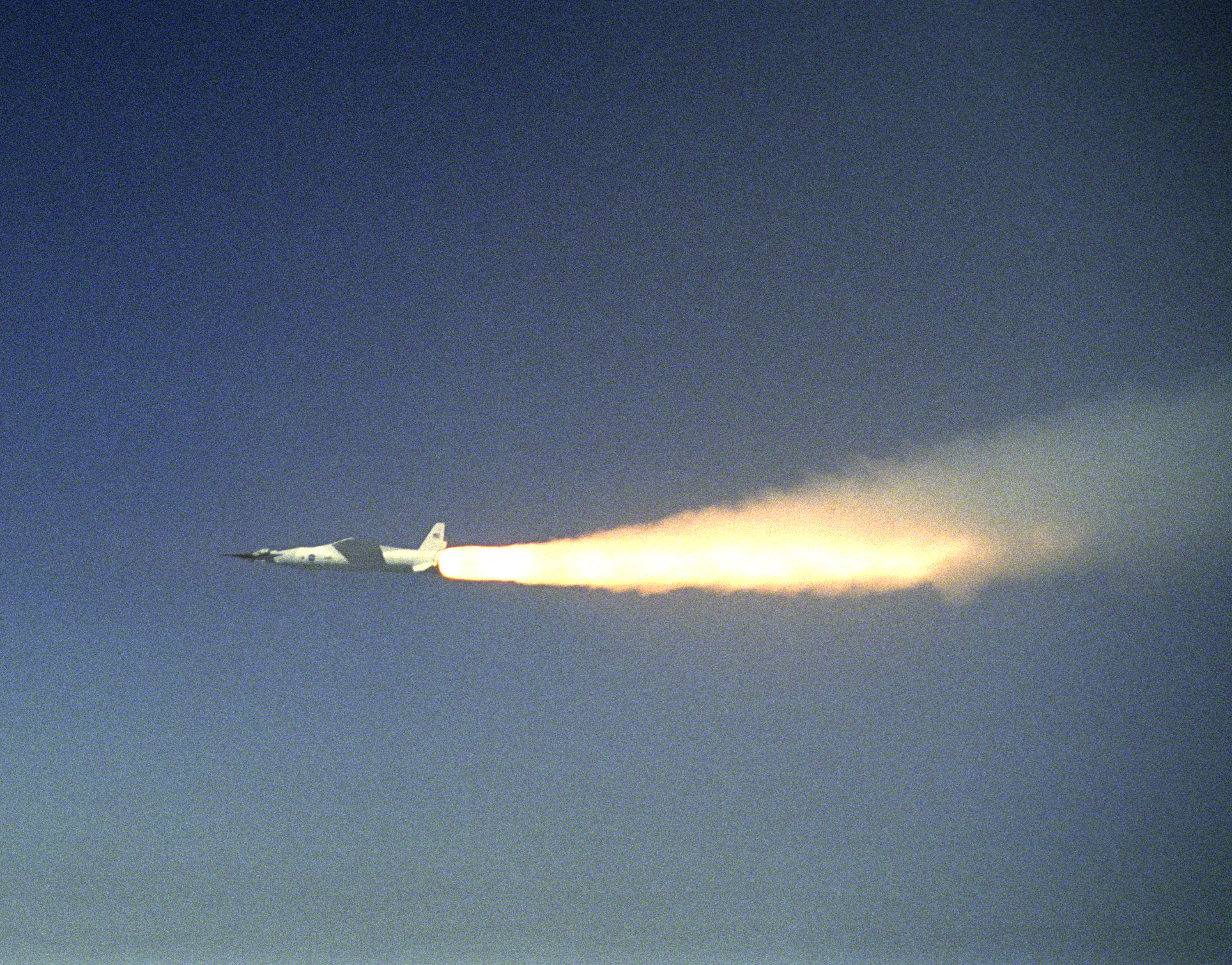
Двигун ракети «Пегас» прискорює X-43A, момент після включення (27 березня 2004)
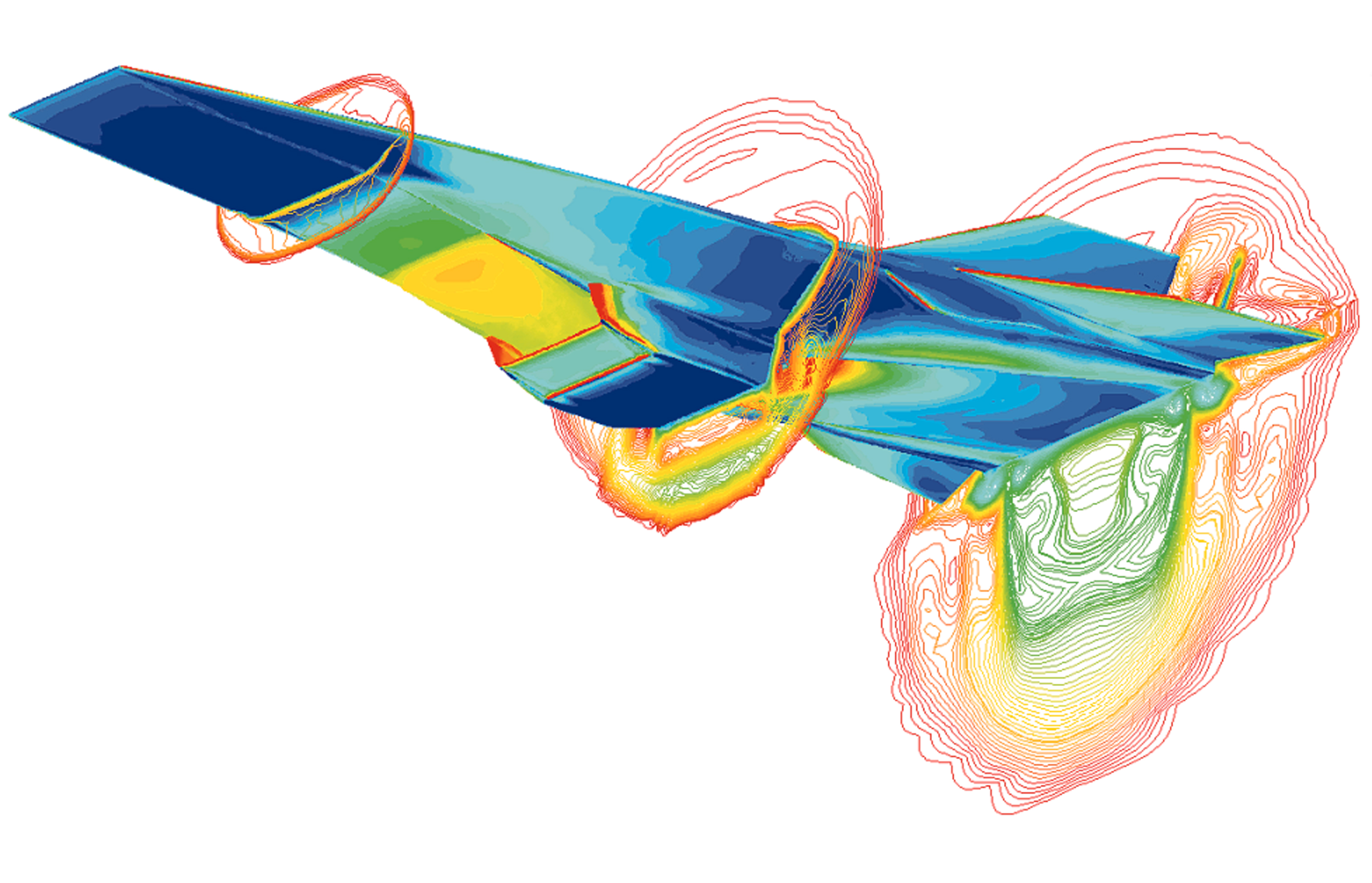
Гідродинамічні розрахунки X-43A на швидкості Мах 7
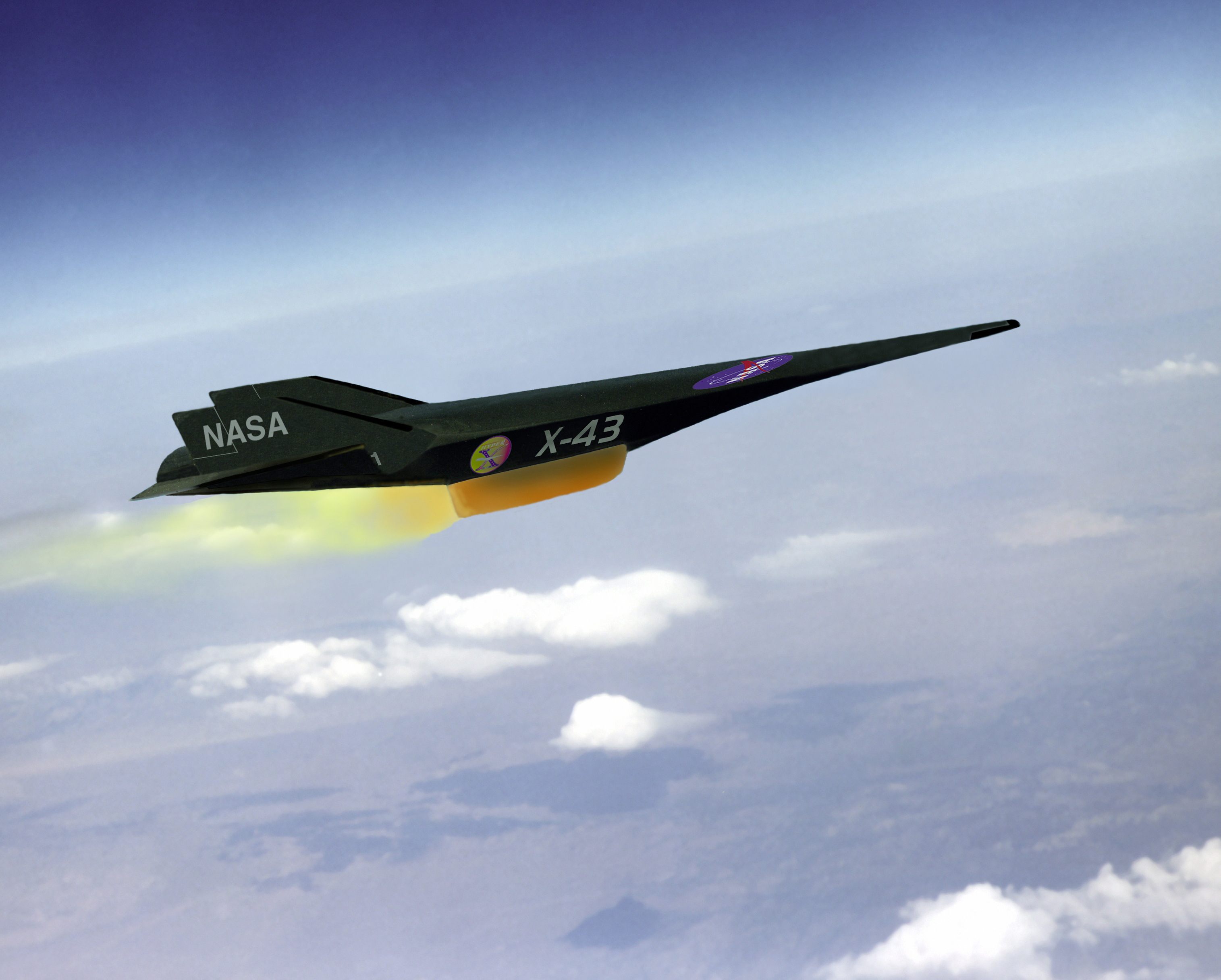
X-43 в польоті